# Kapel Onze-Lieve-Vrouw ten Onrust (Zelem)
De Onze-Lieve-Vrouw-ten-Onrustkapel, in de volksmond ook Tutter- of Schreeuwkapel is een bakstenen kapel bij Zelem in de Belgische provincie Limburg. De kapel staat in de boomgaard voor het Sint-Jansbergklooster. De kapel is gewijd aan Maria, Onze-Lieve-Vrouw van Onrust.
Het klooster zou in 1329 gebouwd zijn rond een kapel die al bedevaartgangers aantrok. De prior van dit klooster liet in 1433 een kapel bouwen buiten het klooster, waarheen het Mariabeeld werd gebracht. In 1582 werd deze kapel vermoedelijk verwoest door de Geuzen, samen met het klooster. In 1604 keerden de monniken terug en omstreeks 1650 werd de kapel herbouwd.
Deze kapel is er nog steeds en bevindt zich vlak bij de kloostergebouwen. Het is een bakstenen gebouw met driezijdige koorsluiting, geflankeerd door steunberen. Het zadeldak heeft een overhangende luifel en is voorzien van een kruis. 
De volksnaam van de kapel verwijst naar het gebruik van de kapel. Hier offeren ouders de tutter, fopspeen of speelgoedje van hun onrustige kinderen in de hoop dat ze daardoor tot rust komen. In de kapel liggen verschillende van die tutters.

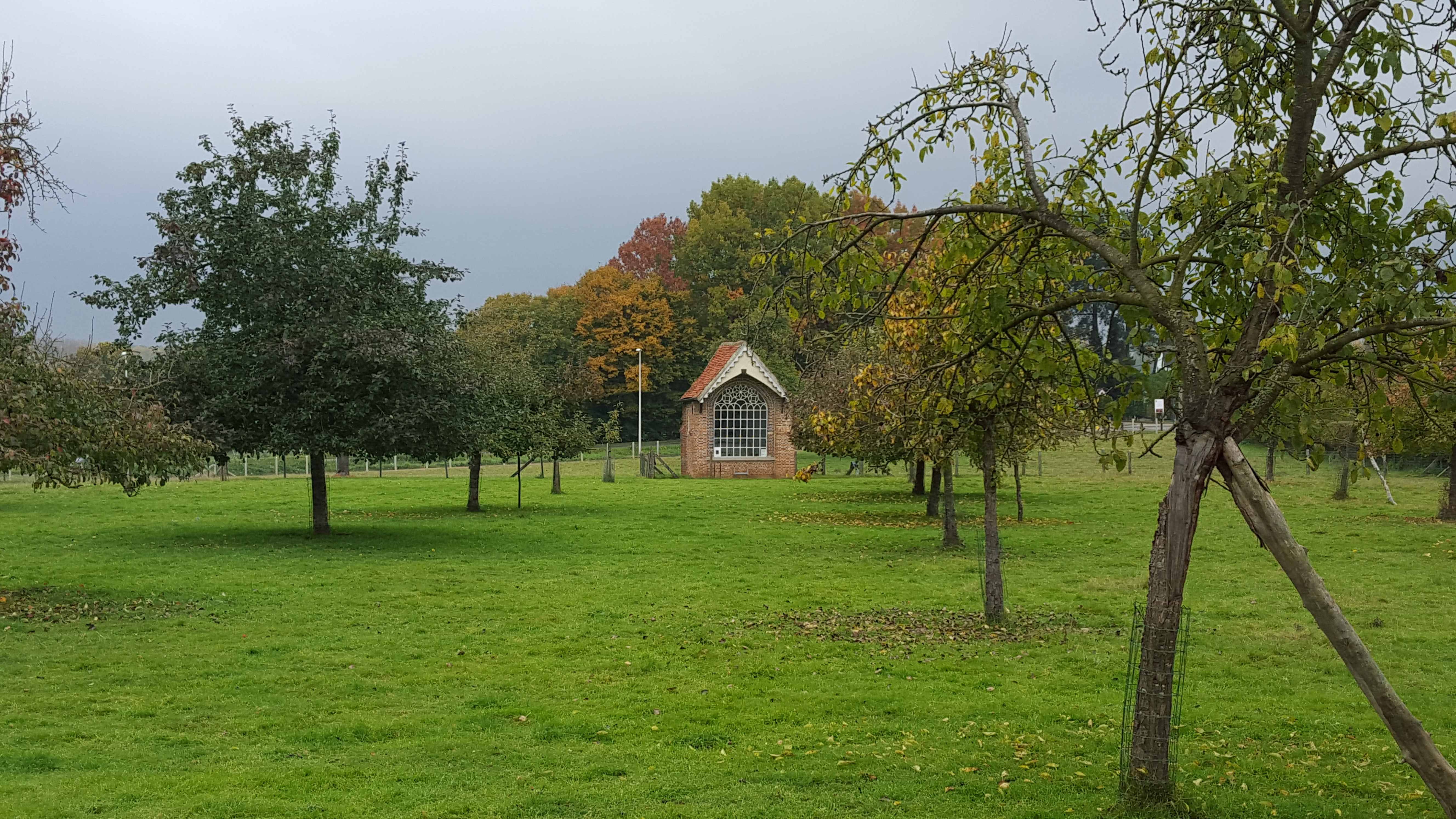
De kapel in de boomgaard
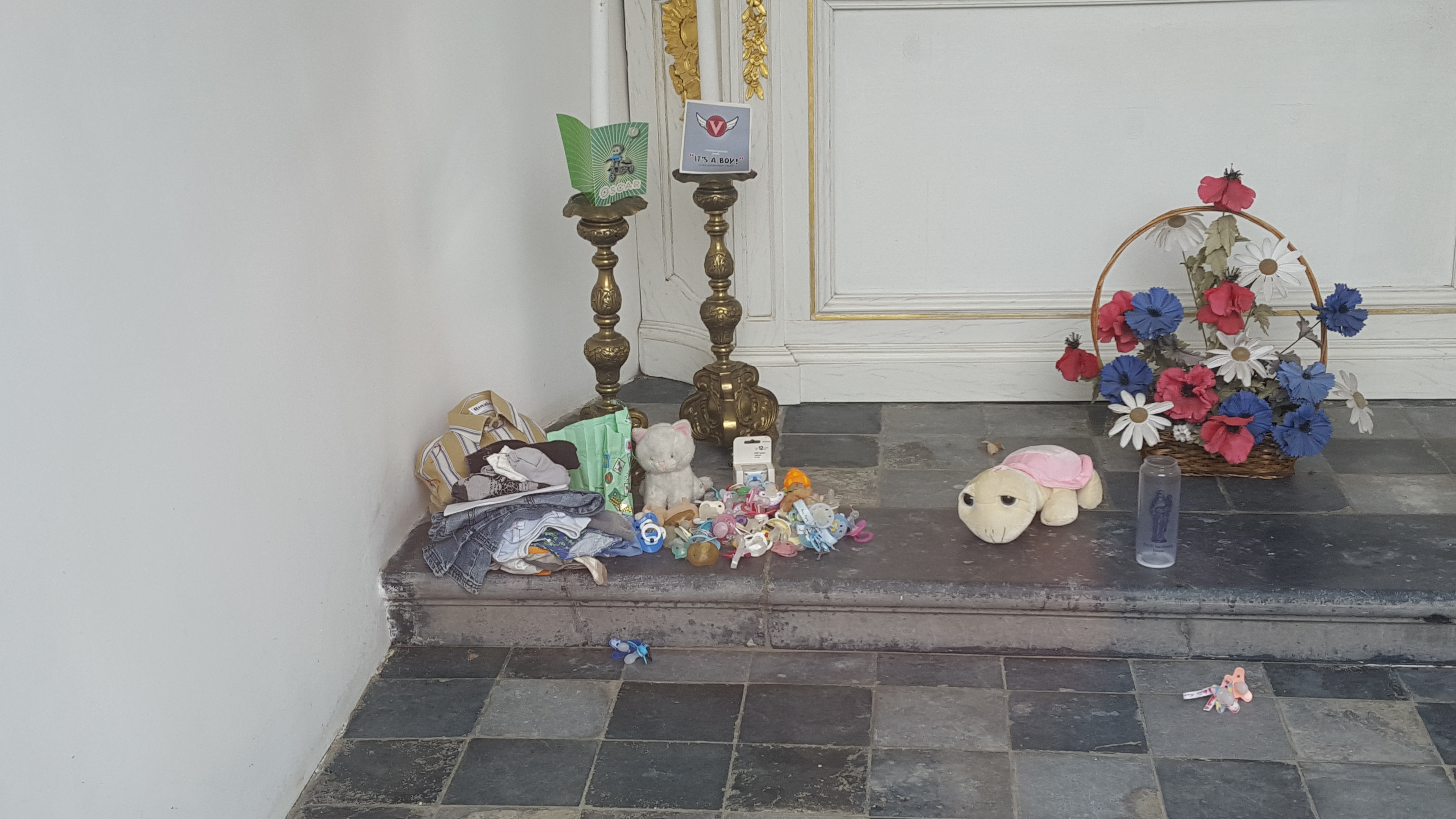
Ingeworpen spenen en meer
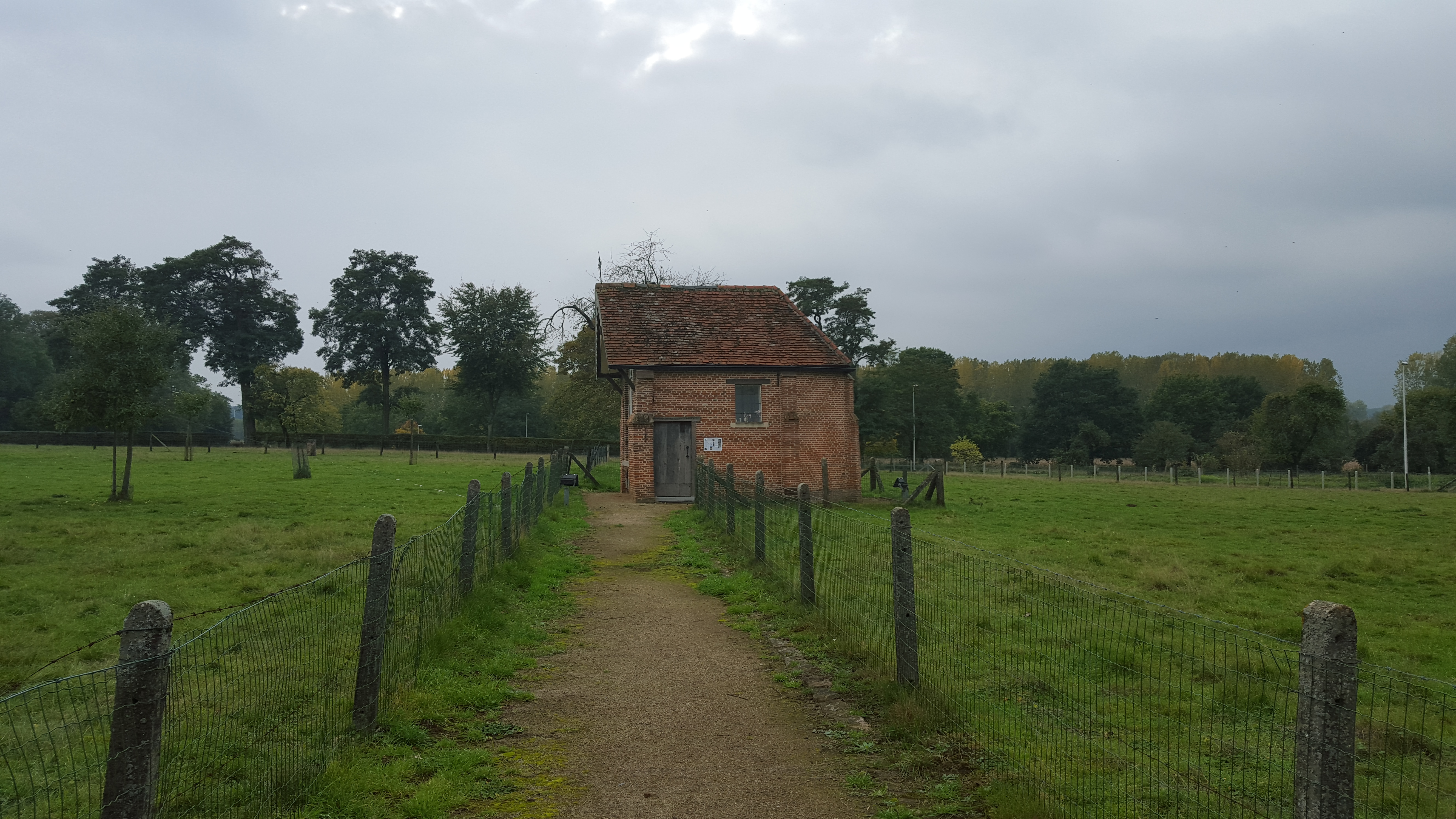
De kapel in de wei